# Beddomeia averni
Beddomeia averni là một loài ốc nước ngọt rất nhỏ có mang và nắp, là động vật thân mềm chân bụng có vảy sống dưới nước trong họ Hydrobiidae. Đây là loài đặc hữu của Úc.